# Lijst van Eerste Kamerleden voor de NSB
Een overzicht van alle Eerste Kamerleden voor de Nationaal-Socialistische Beweging (NSB).
| Eerste Kamerlid                 | Begindatum       | Einddatum         |
| ------------------------------- | ---------------- | ----------------- |
| Ernst von Bönninghausen         | 2 november 1937  | 13 september 1945 |
| Gerrit van Duyl                 | 2 november 1937  | 10 november 1937  |
| Jacob Maarsingh                 | 8 juni 1937      | 13 september 1945 |
| Max de Marchant et d'Ansembourg | 18 december 1935 | 7 juni 1937       |
| Dirk Frans Pont                 | 8 juni 1937      | 20 september 1937 |
| Wilhelmus de Rijke              | 14 december 1937 | 13 september 1945 |
| Anton Johan van Vessem          | 18 december 1935 | 13 mei 1940       |